# Historische wapens
Dit artikel geeft een overzicht van historische wapens van staten: wapens die buiten gebruik zijn doordat de betreffende staat niet meer bestaat. Historische wapens van nog bestaande staten worden in de artikelen over de betreffende nationale wapens besproken; zie voor een overzicht het artikel Heraldische wapens van de wereld.
De jaartallen achter de landen geven aan in welke periode het wapenschild in gebruik was.

## Wapens van historische staten in Afrika

Rif-Republiek: Wapen

## Wapens van historische staten in Azië

Tibet: Wapen

## Wapens van historische staten in Europa

DDR: Wapen
Beide Siciliën: Wapen (1816-1861)
Koninkrijk Joegoslavië: Wapen (1918-1945)
SFR Joegoslavië: Wapen (1963-1994)
FR Joegoslavië: Wapen (1994-2003 (2006))
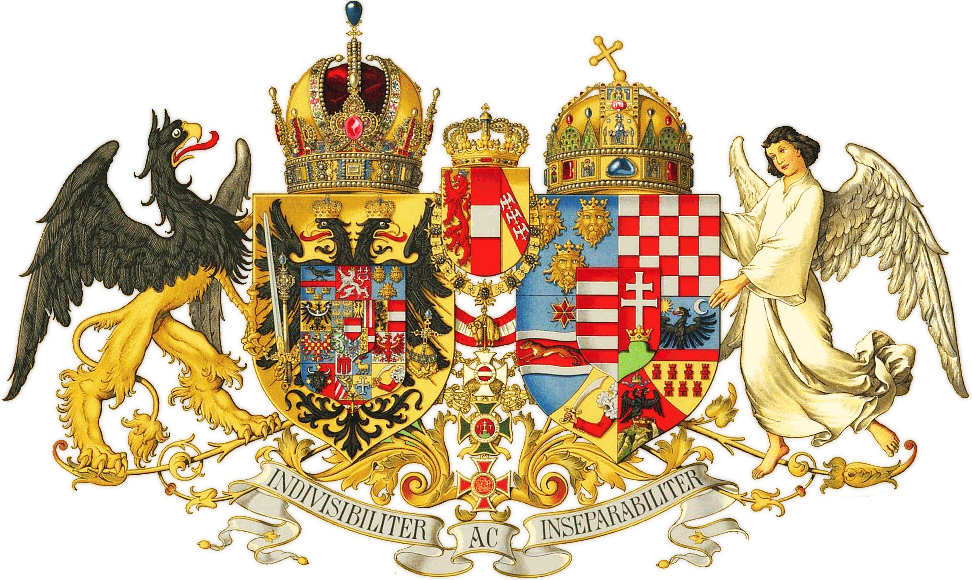
Wapen van Oostenrijk-Hongarije
Servië en Montenegro: Wapen ((1994) 2003-2006)
Wapen van de Sovjet-Unie (1958-1991)
Wapen van Tsjechoslowakije (1918-1961)
Wapen van Tsjechoslowakije (1961-1989)

## Wapens van historische staten in Noord-, Midden- en Zuid-Amerika

Wapen van de Geconfedereerde Staten van Amerika (1864-1865)
Wapen van de Verenigde Staten van Centraal-Amerika (1823-1824)
Wapen van de Federale Republiek van Centraal-Amerika (1825-1841)
Wapen van de Republiek van Centraal-Amerika (1898)